# Хольденштедт
Хольденштедт (нем. Holdenstedt) — община в Германии, в земле Саксония-Анхальт. 
Входит в состав района Зангерхаузен. Подчиняется управлению Альштедт-Кальтенборн.  Население составляет 734 человека (на 31 декабря 2006 года). Занимает площадь 9,74 км².